# Шатских, Александра Семёновна
Алекса́ндра Семёновна Ша́тских (род. 1956) — советский и российский искусствовед, историк искусства. Исследователь русского авангарда, специалист по Казимиру Малевичу и Марку Шагалу. Датировала картину Малевича «Чёрный квадрат», реконструировала феврализм и единственный невышедший номер журнала «Супремус» (1917). Публикатор, составитель и комментатор первого 5-томного собрания сочинений Казимира Малевича (1995—2004).

## Биография
Окончила отделение истории и теории искусства исторического факультета Московского государственного университета имени М. В. Ломоносова по специальности «Искусствовед».
В 1987 году защитила диссертацию на звание кандидата искусствоведения. С этого же года — научный сотрудник, затем старший научный сотрудник сектора изобразительного искусства Государственного института искусствознания. Доктор искусствоведения.
Вела курс в Мэрилендском университете (1998) и курс современного русского искусства в Техасском университете (2002).
Владеет английским, польским, французским языками.
В 1998 году Александра Шатских в качестве эксперта сделала заключение по работам русского авангарда из коллекции сына дадаиста Курта Швиттерса. На восемь работ она дала отрицательное заключение. Все картины сын Курта Швиттерса получил в своё время от Галереи Гмуржинской (Кёльн) в обмен на работы своего отца. После этого, по словам самой Шатских, она подверглась публичной травле, в организации которой подозревала Галерею Гмуржинской: внук Швиттерса попросил галерею вернуть работы своего деда, но Гмуржинская этого по понятным причинам делать не хотела.

### Семья
- Сыновья:
  - Павел Кыштымов[2]
  - Михаил Кыштымов[1]

## Участие в творческих и общественных организациях
- Член российской секции Международной ассоциации художественных критиков (AICA)
- Член Московского союза художников
- Член Ассоциации искусствоведов
- Член CAA (College Art Assosiation)